# Adiantaceae
Adiantaceae Newman (nom. cons.), nekadašnja biljna porodica koja danas čini potporodicu Vittarioideae unutar porodice Pteridaceae. Ime je dobila po rodu gospin vlasak (Adiantum). 
Potporodicu danas čine rodovi Adiantum, Ananthacorus, Anetium, Antrophyum, Haplopteris, Hecistopteris, Monogramma, Polytaenium, Radiovittaria, Rheopteris, Scoliosorus, Vittaria